# Podgorje (Kaptol)
Podgorje is een plaats in de gemeente Kaptol in de Kroatische provincie Požega-Slavonië. De plaats telt 302 inwoners (2001).